# Frilford Heath Golf Club

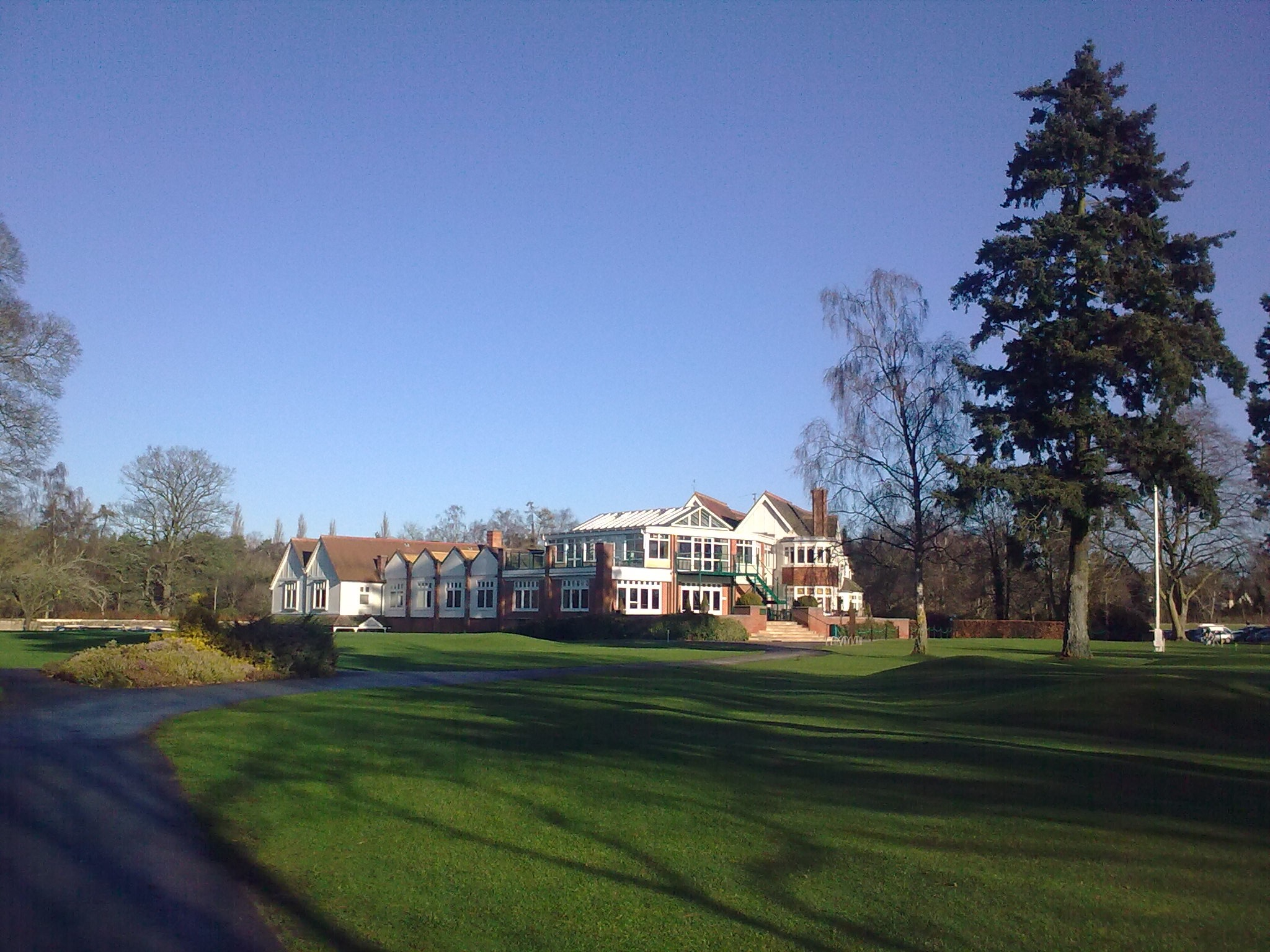
Frilford Heath Golf Club

De Frilford Heath Golf Club is een grote golfclub in Oxfordshire, Zuid-Engeland.
De club werd in 1908 opgericht en beschikt nu over drie 18-holes golfbanen.
- De 'Red Course' werd in 1908 ontworpen door John Henry Taylor, vijfvoudig winnaar van het Brits Open en de eerste professional die op de club werkte. Na de Eerste Wereldoorlog groeide het aantal leden en in 1921 werd er een nieuw clubhuis gebouwd. De baan werd uitgebreid tot 18 holes.
- De 'Green Course' was eerst een 9 holesbaan, ook aangelegd door JH Taylor. Na de Tweede Wereldoorlog kocht de club het landgoed en werd de baan door C.K. Cotton uitgebreid tot 18 holes. De baan is korter, slechts 5492 meter van de herentee, en heeft een par van 69. Er is maar één par 5. Het oude landhuis werd omgebouwd tot clubhuis.
- De 'Blue Course' werd in 1994 geopend op land dat in 1991 werd bijgekocht. De architect was Simon Gidman, die door het bureau van Hawtree en Taylor werd opgeleid. Deze baan is moderner en doet minder natuurlijk aan dan de oudere banen. De greens zijn veel minder vlak.

## Toernooien
De club is vaak gastheer van nationale amateurtoernooien, maar sinds 2011 wordt er ook de eerste ronde van de Tourschool gespeeld.